# SŽD-Baureihe ТЭ4
Die Lokomotive der SŽD-Baureihe ТЭ4 (deutsche Transkription TE 4) der Sowjetischen Eisenbahnen (SŽD) war eine Versuchslokomotive in Breitspurbauweise, die aus der Diesellokomotive der Baureihe ТЭ2 entstand und einen Antrieb mit Gasgeneratoreinheit besaß. Im Unterschied zur Basisvariante wurde die Lokomotive mit einer mittleren Sektion gebaut, in der die Gasgeneratoreinheit untergebracht war. Es wurde nur ein Fahrzeug gebaut. Dieses zeigte im Alltagsbetrieb einige Mängel, so dass es bis 1960 in die Ursprungsvariante zurückgebaut wurde.

## Konstruktion
Die Lokomotive mit der Bezeichnung ТЭ4 unterschied sich von der Konstruktion nur durch die mittlere Sektion mit der Gasgeneratoreinheit von der ihres Vorgängers ТЭ2. Bei ihr wurde eine leicht geänderte Version des Dieselmotors D50, der D55 verwendet. Mit dem neuen Motor konnte Kraftstoff mit generiertem Gas verwendet werden.

## Betrieb
Ursprünglich durchlief die Lokomotive ihre Erprobung auf der Juschnaja schelesnaja doroga auf dem Abschnitt Charkiw – Osnowa. 1953 wurde sie auf den Gleisring des Allrussischen Forschungsinstituts für Schienenverkehr in Schtscherbinka getestet. Nach der Überprüfung kam die Lokomotive in den Versuchsbetrieb zum Depot Werchni Baskuntschak der Priwolschskaja schelesnaja doroga. Einige Zeit wurde die Lokomotive im Depot Baladschar der Eisenbahngesellschaft in Azerbaydzhan eingesetzt und danach wieder in das Depot Werchni Baskuntschak zurückgegeben.
Gründe des Scheiterns des Gasgenerator-Antriebes sind bei der SŽD-Baureihe ТЭ1Г erwähnt. Hauptursache war der große Verschleiß der Motorbaugruppe. Daher wurde die Lokomotive 1960 wieder in die Ursprungsvariante zurückgebaut, die mittlere Sektion ausgemustert und der Dieselmotor durch die Standardvariante D50 ersetzt.
Die Lokomotive erhielt die Betriebsnummer ТЭ2.001 und zur Unterscheidung zur Ursprungsvariante einen Zusatz, so dass ihre Gesamtbezeichnung ТЭ2.20.001  lautete.